# 田祚
田祚（？—？），字寿荪，浙江省绍兴府山阴县欢潭村（今属杭州市萧山区）人，是一名清朝政治人物，举人出身。
道光二十四年（1844）甲辰科举人，咸丰九年（1859）任镇江府丹徒县知县，同治七年至九年（1868-1870）任太仓州嘉定县知县，光绪初年任镇江府知府。今欢潭村内尚存其故宅务本堂及其所建的田氏家族私塾二桥书屋。